# Eurycea subfluvicola
Eurycea subfluvicola é uma espécie de anfíbio caudado da família Plethodontidae. Está presente nos Estados Unidos.